# Thelypteris ciliata
Thelypteris ciliata là một loài thực vật có mạch trong họ Thelypteridaceae. Loài này được (Wall. ex Benth.) Ching miêu tả khoa học đầu tiên năm 1936.